# 中村大介
中村 大介（なかむら だいすけ、1980年6月10日 - ）は、日本の男性プロレスラー、総合格闘家。東京都足立区出身。夕月堂本舗主宰。第7代DEEPライト級王者。

## 来歴
高校3年生まで野球をやっていた。大学時代に田村潔司率いるU-FILE CAMPに入門して格闘技を始めた。
2002年7月20日、総合格闘技初試合となったTHE BEST Vol.2でシャノン・"ザ・キャノン"・リッチと対戦。1R腕ひしぎ十字固めで一本勝ち。12月8日、DEEP 7th IMPACTで行われたフューチャーキングトーナメント82kg以下級に参戦。1回戦で木村仁要に1R腕ひしぎ十字固めで勝利するも、2回戦で森山大に0-3の判定負け。
2004年7月3日、DEEP 15th IMPACTで行われたDEEPウェルター級（-76kg）トーナメントに参戦。1回戦で小野瀬哲也に1RTKOで勝利。続く10月30日に行われた準決勝では星野勇二に1RKOで勝利するも、決勝戦で中尾受太郎に3RTKO負け。
2005年4月3日、PRIDE初出場となったPRIDE 武士道 -其の六-でマーカス・アウレリオに0-3の判定負け。11月23日、U-STYLE Axisでフランク・シャムロックにアンクルホールドで一本負け。
2006年4月22日、Cage Rage初出場となったCage Rage 16でマイケル・ジョンソンに1Rチキンウィングアームロックで一本勝ち。8月26日、PRIDE 武士道 -其の十二-で行われた武士道挑戦試合で池本誠知に1R腕ひしぎ十字固めで一本勝ち。12月9日、Cage Rage 19で行われたCage Rage世界ライト級タイトルマッチで王者ビトー・"シャオリン"・ヒベイロに挑戦し、1Rストレートアームバーで一本負けを喫し王座獲得に失敗した。
2007年9月8日、IGF「GENOME」で行われたU-STYLE披露試合で、大久保一樹にアームロックで一本勝ち。10月28日、HERO'S初出場となったHERO'S KOREA 2007でクォン・アソルに3R腕ひしぎ十字固めで一本勝ち。
2008年4月3日、ロシアで行われたM-1 CHALLENGEの国別対抗戦に70kg以下代表として出場。ユーリ・イブレフに判定3-0で勝利。5月11日、DREAM初出場となったDREAM.3でチョン・ブギョンと対戦。2Rにスタンドでの右ストレートでTKO勝ち。7月17日、M-1 Challenge 国別対抗戦の第2戦に70kg以下代表で出場。ボグダン・クリステアに判定3-0で勝利。21日、M-1 Challengeから4日後のDREAM.5に緊急出場し、アンディ・オロゴンと対戦。腕ひしぎ十字固めで一本勝ち。12月31日、Dynamite!! 〜勇気のチカラ2008〜で所英男と対戦し、腕ひしぎ十字固めで一本勝ちを収めた。
2009年12月19日、Strikeforce初出場となったカリフォルニア州サンノゼのHPパビリオンで開催されたStrikeforce: Evolutionでジャスティン・ウィルコックスと対戦し、0-3の判定負けを喫した。
2010年4月25日、吉田秀彦引退興行 〜ASTRA〜で天突頑丈と対戦し、3-0の判定勝ちを収めた。
2011年5月29日、DREAM JAPAN GPで菊野克紀と対戦し、判定負けを喫した。
2012年2月18日、DEEP 57 IMPACTで郷野聡寛と対戦し、3-0の判定勝ちを収めた。6月15日、DEEP 58 IMPACTのDEEPライト級王座決定戦で岸本泰昭と対戦し、5-0の判定勝ちを収めプロ10年目で初の王座獲得に成功した。
2013年4月26日、DEEP 62 IMPACTのDEEPライト級タイトルマッチで挑戦者の北岡悟と対戦し、0-5の判定負けを喫し王座陥落となった。
2014年6月16日、東京都足立区に道場「総合格闘技 夕月堂本舗」を本格オープンした。
2020年、プロレスリング・NOAHに参戦。
2021年2月21日、DEEP 100 IMPACT～20th Anniversary～にて王者の牛久絢太郎とノンタイトル戦で対戦し、2Rに膝蹴りによるKO勝ちを収めた。7月4日、DEEP 102 IMPACTのDEEPフェザー級タイトルマッチにて王者の牛久絢太郎と再戦し、1-4の判定負けを喫し王座獲得に失敗した。10月24日、RIZIN初出場となったRIZIN.31にて新居すぐると対戦し、1Rに腕ひしぎ十字固めによる一本勝ちを収めた。
2023年2月4日、Black Combat初出場となったBlack Combat 5: Song of the Swordにてキム・ミンウと対戦し、3Rにリアネイキッドチョークによる一本負けを喫した。前日の計量時点で中村は体調不良からフラついて、計量直後に自力で歩けなくなっていたほどのコンディションの中での戦いとなった。
2024年7月14日、DEEP 120 IMPACTで白川ダーク陸斗と対戦し、僅差の熱戦となるも1-2の判定負けを喫した。

## 人物
- UWFのスタイルをこよなく愛する選手であるが、総合格闘技にも参戦している。総合格闘技のリングにも黒のショートパンツとレガースで上がることを信条としている。
- 得意技は腕ひしぎ十字固め。腕ひしぎ十字固めでの一本勝ちが極めて多い選手である。
- 好きな格闘家は田村潔司[4]。
- 趣味は自転車に乗ること[11]。
- 好きな芸能人はみうらじゅんと伊集院光[11]。
- 地元・足立区で格闘技ジム「夕月堂本舗」を経営している[12]。
- 肘の負傷により、2019年頃の時点で片手の握力が25kgしかない状態となり、その後も徐々に悪化して箸も握れない状態となったが、その状態のまま戦い続けていた。現在は本人の努力の結果、手だけでロープを登れるほどに握力は回復してきている[13]。

## 戦績

### 総合格闘技
| 総合格闘技 戦績 | 総合格闘技 戦績 | 総合格闘技 戦績 | 総合格闘技 戦績 | 総合格闘技 戦績 | 総合格闘技 戦績 | 総合格闘技 戦績 |
| --------------- | --------------- | --------------- | --------------- | --------------- | --------------- | --------------- |
| 64 試合         | (T)KO           | 一本            | 判定            | その他          | 引き分け        | 無効試合        |
| 35 勝           | 8               | 19              | 8               | 0               | 1               | 0               |
| 28 敗           | 5               | 3               | 20              | 0               | 1               | 0               |

| 勝敗 | 対戦相手                         | 試合結果                                        | 大会名                                                                                   | 開催年月日     |
| ○    | 桜庭大世                         | 2R 2:01 腕ひしぎ十字固め                        | RIZIN男祭り                                                                              | 2025年5月4日   |
| ×    | 五明宏人                         | 5分3R終了 判定0-5                               | DEEP 124 IMPACT 【DEEPフェザー級グランプリ1回戦】                                        | 2025年3月15日  |
| ×    | イム・ジェユン                   | 3R 1:22 TKO（グラウンドでの肘打ち）             | Black Combat Rise V                                                                      | 2024年10月26日 |
| ×    | 白川ダーク陸斗                   | 5分3R終了 判定1-2                               | DEEP 120 IMPACT                                                                          | 2024年7月14日  |
| ×    | パク・チャンス                   | 5分3R終了 判定0-3                               | Black Combat 10: Night In Seoul                                                          | 2024年1月20日  |
| ×    | 青井人                           | 2R 3:35 TKO（ドクターストップ：カットでの出血） | DEEP 113 IMPACT                                                                          | 2023年5月7日   |
| ×    | キム・ミンウ                     | 3R 3:45 リアネイキッドチョーク                  | Black Combat 5: Song of the Sword 【DEEP×BLACK COMBAT対抗戦】                            | 2023年2月4日   |
| ○    | 岩本達彦                         | 2R 2:50 ヒールフック                            | DEEP OSAKA IMPACT 2022 4th ROUND                                                         | 2022年12月18日 |
| ×    | 神田コウヤ                       | 5分3R終了 判定0-3                               | DEEP 110 IMPACT                                                                          | 2022年11月12日 |
| ○    | ユータ&ロック                    | 5分3R終了 判定3-0                               | DEEP 108 IMPACT                                                                          | 2022年7月10日  |
| ×    | 山本空良                         | 5分3R終了 判定1-2                               | RIZIN.34                                                                                 | 2022年3月20日  |
| ○    | 小見川道大                       | 3R 0:56 腕ひしぎ十字固め                        | DEEP 106 IMPACT                                                                          | 2022年2月26日  |
| ○    | 新居すぐる                       | 1R 2:16 腕ひしぎ十字固め                        | RIZIN.31                                                                                 | 2021年10月24日 |
| ×    | 牛久絢太郎                       | 5分3R終了 判定1-4                               | DEEP 102 IMPACT 【DEEPフェザー級タイトルマッチ】                                         | 2021年7月4日   |
| ○    | 牛久絢太郎                       | 2R 0:26 KO（膝蹴り）                            | DEEP 100 IMPACT～20th Anniversary～                                                      | 2021年2月21日  |
| ○    | 長倉立尚                         | 2R 0:16 KO（右ストレート）                      | DEEP 97 IMPACT                                                                           | 2020年9月20日  |
| ×    | ツォゴーフ・アマルサナー         | 3R 1:50 KO（パンチ）                            | MGL-1 Fighting Championship                                                              | 2016年9月24日  |
| ×    | 川名雄生                         | 3R 2:26 TKO（グラウンドパンチ）                 | VTJ 7th                                                                                  | 2015年9月13日  |
| ×    | 岡野裕城                         | 5分3R終了 判定0-3                               | DEEP 72 IMPACT                                                                           | 2015年5月16日  |
| ×    | 石川英司                         | 5分3R終了 判定0-3                               | TTF CHALLENGE 04                                                                         | 2015年4月5日   |
| ○    | 福本よう一                       | 3R 0:11 TKO（スタンドパンチ連打）               | DEEP 70 IMPACT 〜中村和裕引退興行〜                                                      | 2014年12月21日 |
| △    | 佐々木信治                       | 5分3R終了 判定1-1                               | DEEP 69 IMPACT                                                                           | 2014年10月26日 |
| ×    | 廣田瑞人                         | 5分3R終了 判定0-3                               | DEEP 66 IMPACT                                                                           | 2014年4月29日  |
| ×    | 北岡悟                           | 5分3R終了 判定0-5                               | DEEP 62 IMPACT 【DEEPライト級タイトルマッチ】                                            | 2013年4月26日  |
| ○    | 伊藤崇文                         | 2R 0:35 TKO（スタンドパンチ連打）               | DEEP 60 IMPACT                                                                           | 2012年10月19日 |
| ○    | 岸本泰昭                         | 5分3R終了 判定5-0                               | DEEP 58 IMPACT 【DEEPライト級王座決定戦】                                                | 2012年6月15日  |
| ○    | 郷野聡寛                         | 5分2R終了 判定3-0                               | DEEP 57 IMPACT 〜12年目の現実〜                                                          | 2012年2月18日  |
| ○    | アームバー・キム                 | 3R 3:12 腕ひしぎ十字固め                        | DEEP CAGE IMPACT 2011 in TOKYO                                                           | 2011年10月29日 |
| ×    | 菊野克紀                         | 2R（10分/5分）終了 判定0-3                      | DREAM JAPAN GP -2011バンタム級日本トーナメント-                                          | 2011年5月29日  |
| ○    | ISE                              | 2R 1:54 跳びつき腕ひしぎ十字固め                | DEEP 51 IMPACT                                                                           | 2010年12月11日 |
| ○    | ジャイ・ブラッドニー             | 1R 3:40 腕ひしぎ十字固め                        | Nitro MMA: Nitro 1                                                                       | 2010年8月27日  |
| ○    | 天突頑丈                         | 5分3R終了 判定3-0                               | 吉田秀彦引退興行 〜ASTRA〜                                                               | 2010年4月25日  |
| ×    | ジャスティン・ウィルコックス     | 5分3R終了 判定0-3                               | Strikeforce: Evolution                                                                   | 2009年12月19日 |
| ×    | 小谷直之                         | 1R 1:37 横洗濯ばさみ                            | ZST.22 〜旗揚げ7周年記念大会〜                                                           | 2009年11月23日 |
| ○    | フェリッド・ケダー               | 5分3R終了 判定3-0                               | M-1 Global: Breakthrough                                                                 | 2009年8月28日  |
| ×    | 石田光洋                         | 2R（10分/5分）終了 判定0-3                      | DREAM.7 フェザー級グランプリ2009 開幕戦                                                  | 2009年3月8日   |
| ○    | 所英男                           | 1R 2:43 腕ひしぎ十字固め                        | Dynamite!! 〜勇気のチカラ2008〜                                                          | 2008年12月31日 |
| ○    | カルロス・ヴァレリー             | 1R 0:26 跳びつき腕ひしぎ十字固め                | M-1 Challenge 8: USA 【チーム・スペイン vs. チーム・ジャパン -70kg級戦】                 | 2008年10月29日 |
| ○    | ヴィム・デピューター             | 5分2R終了 判定3-0                               | M-1 Challenge 6: Korea 【世界選抜 vs. チーム・ジャパン -70kg級戦】                       | 2008年8月29日  |
| ○    | アンディ・オロゴン               | 1R 3:41 腕ひしぎ十字固め                        | DREAM.5 ライト級グランプリ2008 決勝戦                                                    | 2008年7月21日  |
| ○    | ボグダン・クリステア             | 5分2R終了 判定3-0                               | DEEP M-1 チャレンジ 5 in JAPAN 【チーム・オランダ vs. チーム・ジャパン -70kg級戦】       | 2008年7月17日  |
| ○    | チョン・ブギョン                 | 2R 1:05 TKO（右ストレート）                     | DREAM.3 ライト級グランプリ2008 2nd ROUND                                                 | 2008年5月11日  |
| ○    | ユーリ・イブレフ                 | 5分2R終了 判定3-0                               | M-1 Challenge 2: Russia 【チーム・ロシア・レギオン vs. チーム・ジャパン -70kg級戦】      | 2008年4月3日   |
| ○    | クォン・アソル                   | 3R 3:09 腕ひしぎ十字固め                        | HERO'S KOREA 2007                                                                        | 2007年10月28日 |
| ×    | ビトー・"シャオリン"・ヒベイロ   | 1R 3:55 ストレートアームバー                    | Cage Rage 19: Fearless 【Cage Rage世界ライト級タイトルマッチ】                           | 2006年12月9日  |
| ○    | 池本誠知                         | 1R 3:12 腕ひしぎ十字固め                        | PRIDE 武士道 -其の十二-                                                                  | 2006年8月26日  |
| ○    | マイケル・ジョンソン             | 1R 1:54 チキンウィングアームロック              | Cage Rage 16: Critical Condition                                                         | 2006年4月22日  |
| ○    | 藤沼弘秀                         | 1R 0:52 腕ひしぎ十字固め                        | DEEP 23 IMPACT 5周年大会                                                                 | 2006年2月5日   |
| ×    | 長谷川秀彦                       | 5分2R終了 判定0-3                               | DEEP 22 IMPACT                                                                           | 2005年12月2日  |
| ×    | マーカス・アウレリオ             | 2R（10分/5分）終了 判定0-3                      | PRIDE 武士道 -其の六-                                                                    | 2005年4月3日   |
| ×    | 中尾受太郎                       | 3R 3:16 TKO（タオル投入）                       | DEEP 16th IMPACT 【ウェルター級トーナメント決勝】                                        | 2004年10月30日 |
| ○    | 星野勇二                         | 1R 4:33 KO（右ストレート）                      | DEEP 16th IMPACT 【ウェルター級トーナメント準決勝】                                      | 2004年10月30日 |
| ○    | 小野瀬哲也                       | 1R 0:50 TKO（バックマウントパンチ）             | DEEP 15th IMPACT 【ウェルター級トーナメント1回戦】                                       | 2004年7月3日   |
| ×    | 中村圭太                         | 5分2R終了 判定0-3                               | DEMOLITION 040408                                                                        | 2004年4月8日   |
| ×    | 佐藤光留                         | 5分2R終了 判定0-3                               | DEMOLITION 040118 【MIDDLE WEIGHT 4MEN TOURNAMENT 決勝】                                 | 2004年1月18日  |
| ○    | 花田和弘                         | 1R 4:21 腕ひしぎ十字固め                        | DEMOLITION 03923 【MIDDLE WEIGHT 4MEN TOURNAMENT 1回戦】                                 | 2003年9月23日  |
| ○    | 宮本優太朗                       | 2R 0:38 TKO（膝蹴り）                           | DEMOLITION 030629                                                                        | 2003年6月29日  |
| ×    | 長谷川秀彦                       | 5分2R終了 判定0-3                               | DEMOLITION 030323                                                                        | 2003年3月23日  |
| ○    | 中台宣                           | 1R 2:54 腕ひしぎ十字固め                        | DEMOLITION 030223                                                                        | 2003年2月23日  |
| ○    | 鶴巻伸洋                         | 1R 2:06 腕ひしぎ十字固め                        | DEMOLITION 030126                                                                        | 2003年1月26日  |
| ×    | 森山大                           | 5分2R終了 判定0-3                               | DEEP2001 7th IMPACT in DIFFER ARIAKE 【フューチャーキングトーナメント 82kg以下級 2回戦】 | 2002年12月8日  |
| ○    | 木村仁要                         | 2R 0:50 腕ひしぎ十字固め                        | DEEP2001 7th IMPACT in DIFFER ARIAKE 【フューチャーキングトーナメント 82kg以下級 1回戦】 | 2002年12月8日  |
| ×    | 久松勇二                         | 5分2R終了 判定0-3                               | DEMOLITION 021013                                                                        | 2002年10月13日 |
| ○    | シャノン・"ザ・キャノン"・リッチ | 1R 4:28 腕ひしぎ十字固め                        | THE BEST Vol.2                                                                           | 2002年7月20日  |

### U-STYLE
| 勝敗 | 対戦相手               | 試合結果                       | 大会名                                                        | 開催年月日     |
| ○    | 小林裕                 | 10:18 腕ひしぎ十字固め         | Fighting NEXUS “SUBLIME GUYS FIGHT in KAWAGOE”                | 2019年9月22日  |
| ○    | 林田優人               | 4:06 腕ひしぎ十字固め          | U-STYLE 【RS3】                                               | 2008年7月6日   |
| ×    | 小武悠希               | 判定0-2                        | U-FILE36 【Style-S エキシビション オモローマッチ】            | 2008年6月28日  |
| ○    | 吉田智彦               | 11:00 腕ひしぎ十字固め         | U-STYLE 【RS2】                                               | 2008年4月20日  |
| ○    | 竹田誠志               | 9:24 TKO（ポイントアウト）     | U-STYLE 【DO IT!】                                            | 2008年3月8日   |
| ○    | 松田英久               | 9:01 跳びつき腕ひしぎ十字固め  | U-FILE CAMP 10周年記念興行                                    | 2007年9月17日  |
| ○    | 大久保一樹             | 9:46 アームロック              | IGF「GENOME」 【U-STYLE披露試合】                             | 2007年9月8日   |
| ○    | 小田貴久               | 12:37 アームバー               | U-Zeal 【第2シリーズ第3戦】                                   | 2006年11月11日 |
| ○    | 佐藤豪則               | 8:08 KO（右ミドルキック）      | U-Zeal 【第2シリーズ第2戦】                                   | 2006年10月14日 |
| ○    | 吉田智彦               | 6:22 腕ひしぎ十字固め          | U-Zeal 【第2シリーズ第1戦】                                   | 2006年9月13日  |
| ○    | 松田英久               | 7:57 腕ひしぎ十字固め          | U-Zeal 【第1シリーズ最終戦】                                  | 2006年6月10日  |
| ○    | 磯崎則理               | 7:23 跳びつき腕ひしぎ十字固め  | U-Zeal 【第1シリーズ第3戦】                                   | 2006年5月13日  |
| ○    | 松田真吾               | 7:58 膝十字固め                | U-Zeal 【第1シリーズ第2戦】                                   | 2006年4月8日   |
| ○    | 小田貴久               | 1:14 KO（右ハイキック）        | U-Zeal 【第1シリーズ第1戦】                                   | 2006年3月11日  |
| ○    | 有村修也               | 3:28 腕ひしぎ十字固め          | U-FILE21                                                      | 2006年2月26日  |
| ×    | フランク・シャムロック | 12:56 アンクルホールド         | U-STYLE Axis                                                  | 2005年11月23日 |
| ○    | 磯崎則理               | 8:22 腕ひしぎ十字固め          | U-FILE18 & U-STYLE13                                          | 2005年7月17日  |
| △    | 大久保一樹             | 3R終了 ドロー                  | U-FILE16 【Style-S 重量級タイトルマッチ】                     | 2005年4月29日  |
| ○    | 大久保一樹             | 10:12 腕ひしぎ十字固め         | U-STYLE12                                                     | 2004年12月7日  |
| ○    | 大久保一樹             | 4:28 腕ひしぎ十字固め          | U-FILE12                                                      | 2004年10月17日 |
| ○    | 小野達也               | 2:20 KO                        | U-FILE11 【Style-S 重量級トーナメント 決勝】                  | 2004年8月29日  |
| ○    | 藤山浩隆               | 判定3-0                        | U-FILE11 【Style-S 重量級トーナメント 1回戦】                 | 2004年8月29日  |
| ×    | 大久保一樹             | 判定                           | U-FILE8                                                       | 2004年2月28日  |
| ○    | 松井崇                 | 2R 1:01 腕ひしぎ十字固め       | U-FILE7 【U-FILE VS B-CLUB対抗戦】                            | 2003年11月30日 |
| ○    | 高野圓真               | 3R終了 判定3-0                 | U-FILE5 【U-FILE CAMP選抜 VS キングダムエルガイツ選抜対抗戦】 | 2003年8月30日  |
| ×    | 細野岐夫               | 2:09 KO                        | U-FILE4 【Style-S 重量級トーナメント 決勝】                   | 2003年6月1日   |
| ○    | 清原智之               | 1:17 TKO（レフェリーストップ） | U-FILE4 【Style-S 重量級トーナメント 準決勝】                 | 2003年6月1日   |
| ○    | 山田護之               | 2R 2:51 膝十字固め             | U-FILE3                                                       | 2003年2月2日   |
| ×    | 上山龍紀               | 3R終了 判定                    | U-FILE2                                                       | 2002年11月9日  |
| ×    | 三輪俊介               | 判定1-2                        | U-FILE1 【Style-S 重量級トーナメント 1回戦】                  | 2002年4月28日  |
| ×    | 長南亮                 | 判定3-6                        | U-FILE1 【Style-G 重量級トーナメント 1回戦】                  | 2002年3月16日  |

### エキシビション
| 勝敗 | 対戦相手                                     | 試合結果 | 大会名                                              | 開催年月日     |
| -    | 手塚翔太                                     | 3分1R    | Fighting NEXUS “SUBLIME GUYS FIGHT in KAWAGOE 2022” | 2022年10月2日  |
| -    | 岩浅晶士                                     |          | U-FILE20                                            | 2005年12月23日 |
| -    | 佐々木恭介                                   |          | U-FILE13                                            | 2004年12月26日 |
| -    | 上山龍紀&小林悟朗 （パートナー：西内太志朗） |          | U-FILEオールスター戦                                | 2003年12月27日 |

### グラップリング
| 勝敗 | 対戦相手                 | 試合結果                       | 大会名                                            | 開催年月日     |
| △    | 竹浦正起                 | 5分1R終了 時間切れ             | GLEAT VER.MEGA in OSAKA                           | 2024年10月6日  |
| △    | ジオ・マルティネス       | 8分1R終了 時間切れ             | QUINTET.4                                         | 2023年9月10日  |
| ○    | 餅瓶太                   | 1R 3:08 腕ひしぎ十字固め       | Fighting NEXUS SUBLIME GUYS FIGHT in KAWAGOE 2023 | 2023年7月23日  |
| ○    | 飯塚優                   | 1R 6:06 肩固め                 | GLEAT MMA Ver.0                                   | 2022年12月14日 |
| ×    | 森戸新士                 | 1R 1:52 腕ひしぎ十字固め       | QUINTET FIGHT NIGHT 7 in TOKYO                    | 2021年7月13日  |
| △    | 竿本樹生                 | 8分1R終了 時間切れ             | QUINTET FIGHT NIGHT 7 in TOKYO                    | 2021年7月13日  |
| ×    | 世羅智茂                 | 8分1R終了 判定0-3              | QUINTET FIGHT NIGHT 6 in TOKYO                    | 2021年3月12日  |
| △    | 竹浦正起                 | 8分1R終了 時間切れ             | QUINTET FIGHT NIGHT 5 in TOKYO                    | 2020年10月27日 |
| △    | 樋口翔己                 | 4分1R終了 時間切れ             | QUINTET FIGHT NIGHT 5 in TOKYO                    | 2020年10月27日 |
| ○    | 伊藤健一                 | 1R 0:54 腕ひしぎ十字固め       | QUINTET FIGHT NIGHT 5 in TOKYO                    | 2020年10月27日 |
| △    | 田村幸成                 | 8分1R終了 時間切れ             | QUINTET FIGHT NIGHT 4 in AKITA                    | 2019年11月30日 |
| ○    | 斎藤裕                   | 1R 5:18 膝十字固め             | QUINTET FIGHT NIGHT 4 in AKITA                    | 2019年11月30日 |
| ×    | ホベルト・サトシ・ソウザ | 1R 1:29 リアネイキッドチョーク | QUINTET FIGHT NIGHT in TOKYO                      | 2018年6月9日   |
| ○    | 金原正徳                 | 1R 2:33 腕ひしぎ十字固め       | QUINTET FIGHT NIGHT in TOKYO                      | 2018年6月9日   |
| ×    | ダン・ストラウス         | 1R 2:35 リアネイキッドチョーク | QUINTET.1                                         | 2018年4月11日  |
| △    | 小見川道大               | 8分1R終了 時間切れ             | QUINTET.1                                         | 2018年4月11日  |

### グラップリングタッグマッチ
| 勝敗 | 対戦相手                               | 試合結果            | 大会名               | 開催年月日   |
| △    | 所英男&金原正徳 （パートナー：太田忍） | 10分1R終了 時間切れ | RIZIN LANDMARK vol.3 | 2022年5月5日 |

## 獲得タイトル
- 全国総合格闘技オープントーナメント全国大会 82kg未満級 優勝（2002年）
- 第7代DEEPライト級王座（2012年）

## 入場テーマ曲
- ワンダフル・ガイズ（西部警察 PART-IIテーマ曲）

## メディア出演

### 吹き替え
- ムタフカズ -MUTAFUKAZ-（2018年） - エスピリト 役[14]